# Stalowy gigant
Stalowy gigant (ang. The Iron Giant) – amerykański film animowany wyprodukowany przez Warner Bros. Feature Animation. Scenariusz filmu oparto na powieści Teda Hughesa Żelazny Olbrzym. Stowarzyszenie Krytyków Internetowych umieściło film na piątym miejscu rankingu "Animacje wszech czasów".
Premiera filmu w Cartoon Network odbyła się 26 grudnia 2009 roku o godz. 09:05 w ramach Świątecznego Kina Cartoon Network. Film jest również emitowany za pośrednictwem TV Puls.

## Opis fabuły
Na przełomie jesieni i zimy 1957 roku (w środku zimnej wojny) do morza w pobliżu wybrzeża stanu Maine spada ogromny, żelazny stwór, który żywi się metalem. Po wyjściu na brzeg spotyka małego chłopca o imieniu Hogarth Hughes, z którym się zaprzyjaźnia. Stalowy Gigant o uczuciowości dziecka jest jednak celem śledztwa prowadzonego przez agencję rządową oraz wojsko, które sprowadzają do miasteczka dziwne wydarzenia w pobliskiej elektrowni.
Hogarth zafascynowany fantastycznymi superbohaterami pokazuje Gigantowi uproszczoną dziecięcą wizję rzeczywistości i wraz ze spotkanym rzeźbiarzem amatorem Deanem bronią Giganta przed paranoją agenta.

## Obsada głosowa
- Jennifer Aniston – Annie Hughes
- Harry Connick Jr. – Dean McCoppin
- Vin Diesel – Stalowy gigant
- James Gammon – Marv Loach / Floyd Turbeaux / Generał Sudokoff
- Cloris Leachman – Pani Lynley Tensedge
- Christopher McDonald – Kent Mansley
- John Mahoney – Generał Rogard
- Eli Marienthal – Hogarth Hughes
- M. Emmet Walsh – Earl Stutz

i inni

## Wersja polska
Opracowanie i udźwiękowienie wersji polskiej: Studio Sonica

Reżyseria: Krzysztof Kołbasiuk

Dialogi polskie: Barbara Robaczewska

Dźwięk i montaż: Agnieszka Stankowska

Organizacja produkcji: Elżbieta Kręciejewska

Kierownictwo muzyczne: Marek Krejzler

Wystąpili:
- Katarzyna Tatarak – Anne Hughes
- Adam Pluciński – Hogarth Hughes
- Tadeusz Paradowicz – Stalowy Gigant
- Łukasz Nowicki – Kent Mansley
- Robert Czebotar – Dean McCoppen
- Andrzej Piszczatowski – Generał Rogard
- Tadeusz Grabowski – Marv Loach
- Leopold Matuszczak – Frank
- Anna Apostolakis – sekretarka
- Artur Kaczmarski

i inni

## Ścieżka dźwiękowa
1. Blast Off - The Tyrones
2. Rockin' in Orbit - Jimmie Haskell
3. Kookies Mad Pad - Edd "Kookie" Byrnes
4. Salt and Peanuts - The Nutty Squirrels
5. Comin' Home Baby - Mel Tormé
6. Cha-Hua-Hua - Eddie Platt
7. Let's Do the Cha-Cha - The Magnificents
8. Blues Walk - Lou Donaldson
9. I Got a Rocket in My Pocket - Jimmy Lloyd
10. Searchin' - The Coasters
11. Honeycomb - Jimmie Rodgers
12. Destination Moon - The Ames Brothers
13. You Can Be... - Michael Kamen
14. ...Who You Choose to Be - Michael Kamen